# Вулиця Академіка Янгеля (Дніпро)
Вулиця Академіка Янгеля — вулиця у місцевості Верхній, у Чечелівському районі міста Дніпро. 

## Назва
Вулиця носить назву на честь українського радянського конструктора у галузі ракетно-космічної техніки Михайла Янгеля.

## Історія
У 1985 року ім'ям колишнього головного конструктора дніпропетровського КБ «Південне» Михайла Янгеля назвали вулицю Свободи вище вулиці Титова (сучасна Незалежності), а роком раніше відкрили на ній бронзове погруддя.

## Будівлі

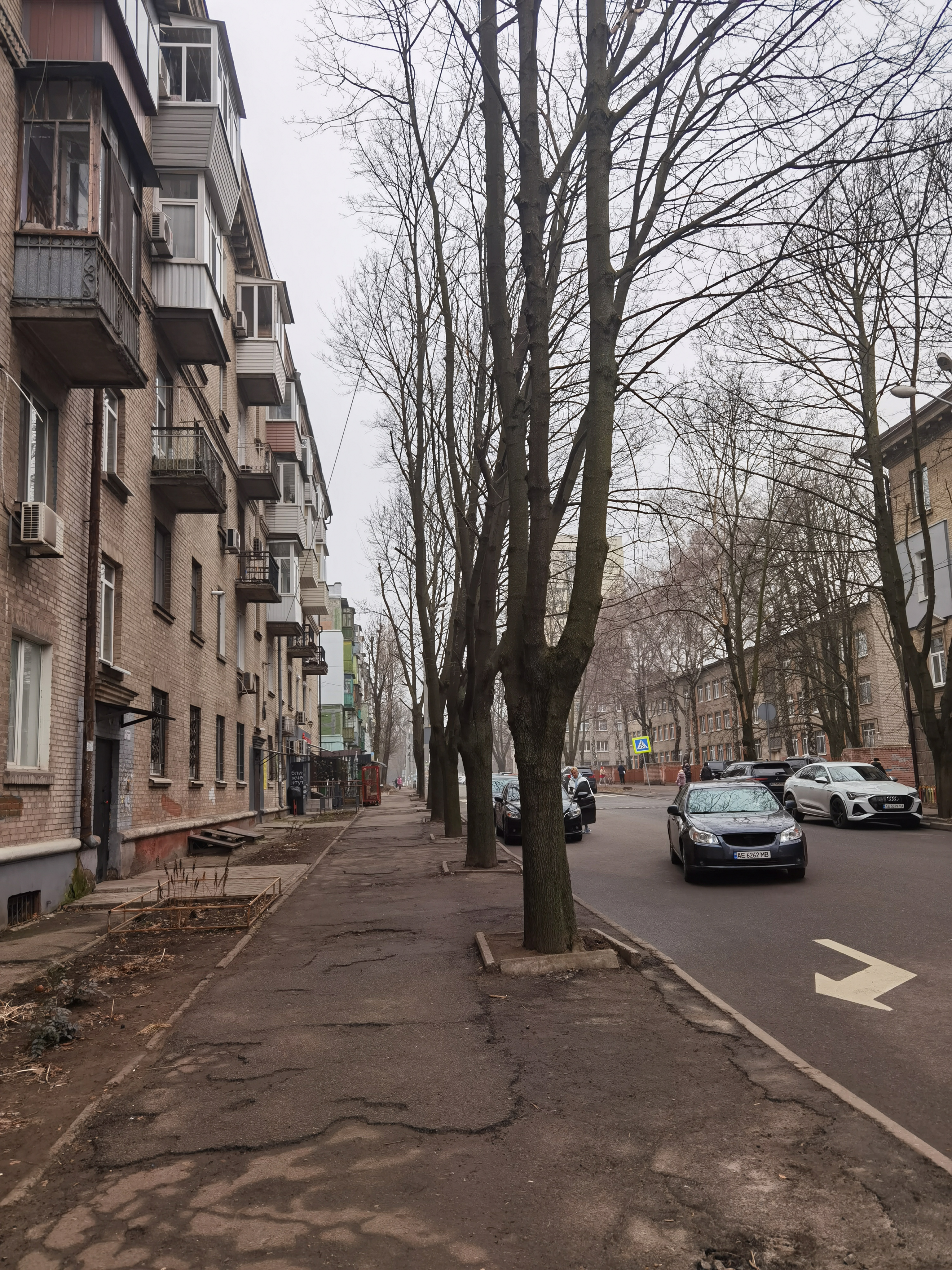
Вул. Академіка Янгеля

№2 — Навчально-виховний комплекс №120.

## Перехресні вулиці
- вулиця Енергетична
- вулиця Будівельників
- вулиця Фабрично-заводська